# Franciszek Ksawery Wettyn
Franz Xaver Albert August Ludwig Benno von Sachsen, hrabia von der Lausitz (ur. 25 sierpnia 1730 w Dreźnie, zm. 21 czerwca 1806 w Zabeltitz) – królewicz polski. Jego ojcem był August III Sas, a matką Maria Józefa Habsburżanka (1699–1757). Pochodził z rodu Wettynów.

## Życiorys
Był naczelnym administratorem Elektoratu Saksonii w latach 1763-1768. W 1764 zaprosił do współpracy specjalistę od przemysłu i górnictwa Friedricha Antona von Heynitza (1725-1802).
W 1733 został udekorowany Orderem Orła Białego. W 1736 nadano mu saski Order Świętego Henryka.
Ludwik Jastrzębski (1805-1852) "prowadząc poszukiwania w Szampanii natrafił [...] na archiwum królewicza Ksawerego Wettyna, które kupił i następnie sprzedał Karolowi Sienkiewiczowi. Syn Sienkiewicza, Artur, w 1884 roku przekazał je Bibliotece Polskiej" w Paryżu. Przechowywane jest ono w XXIII tomach pod sygnaturami rps: 57-79.